# Porto Alegre
Porto Alegre je grad u Brazilu. Osim toga, Porto Alegre ime je i općine, ali i okolnog metropolitanskog područja u kojem se ovaj grad nalazi.

## Povijest
Porto Alegre, što u prijevodu znači „sretna luka“, osnovali su 1742. godine portugalski doseljenici s Azora. Krajem 19. st. u grad su došli mnogi drugi doseljenici iz drugih dijelova svijeta, a najviše iz Njemačke, Italije i Poljske. 

## Zemljopisni smještaj
Grad je smješten na jugu Brazila, a nalazi se na istočnoj obali jezera Guaiba, gdje pet rijeka utječe u tzv. Lagunu pataka (na portugalskom jeziku Lagoa dos Patos). Takav smještaj ima povoljan utjecaj na razvoj Porto Alegrea kao važne brazilske luke.

## Stanovništvo
Prema podacima iz 2008. godine, Porto Alegre ima 1.436.123 stanovnika, što ga čini jedanaestim najnaseljenijim područjem u Brazilu. Velika većina današnjih stanovnika potomci su europskih doseljenika, a velik udio u stanovništvu zauzima i afro-brazilska populacija.
U Porto Alegreu rodila se je hrvatska balerina Ines Ivanišević-Šilović.